# (466391) 2013 SV45
(466391) 2013 SV45 es un asteroide perteneciente al cinturón de asteroides, descubierto el 2 de abril de 2011 por el equipo Spacewatch desde el Observatorio Nacional de Kitt Peak (Arizona, Estados Unidos).